# 平壌科学技術大学
平壌科学技術大学（ピョンヤンかがくぎじゅつだいがく、朝鮮語:평양 과학 기술 대학）は、平壌市楽浪区域の勝利洞にある朝鮮民主主義人民共和国唯一の私立大学である。
北朝鮮教育省と大韓民国の社団法人東北アジア教育文化協力財団による南北交流事業で開設された大学であり、同国で唯一インターネットへの接続が許可されている大学である。外国人教授が英語で教育に当たる。

## 概要
2000年の南北交流事業の一環として、大韓民国のキリスト教系団体の社団法人東北アジア教育文化協力財団と朝鮮民主主義人民共和国教育省が共同で設立した。また、朝鮮民主主義人民共和国教育省直轄で、同国で唯一インターネットへの接続が許可されている大学である。
2010年11月に開学したが、学生受け入れが遅れて、2011年度から新入生を受け入れた。
開設構想段階で、北朝鮮の在外国民と韓国国内の大学とキリスト教系福音教会の援助を受けたが、学内では韓国基督教系の助けを受けたことは明らかにされていない。
創立時の総長は、キム・ジンギョン。
韓国生まれ米国籍の人物でありながら、中国と北朝鮮の市民権を有している。
尚、医学部の研修は同国内の金萬有病院で行われている。
2024年9月、韓国と北朝鮮の対立深まる中、東北アジア教育文化協力財団にかわって、スイスのクレダ財団と合同運営契約を締結し、あらたな運営方式に移行する。今後は、募金よりも、大学内の製薬工場や、中国企業との協力事業である縫製工場など、さまざまな事業を通じて運営資金を確保するものとみられる。

## 学部
- 情報通信工学部
- 農生命工学部
- 経営学部
- 医学部

## 沿革
- 2001年1月　延辺科学技術大学の金鎮慶総長が北朝鮮を公式訪問。北朝鮮政府が「北朝鮮にも延辺科学技術大のような大学を建ててほしい」と要請。
- 2001年3月1日、北朝鮮の教育省が大学創立許可書を発行。
- 2001年5月　東北亜教育文化協力財団は北朝鮮教育省と契約書を締結。
- 2001年6月5日　韓国の統一部は平壌科学技術大学を北朝鮮協力事業者に認定、設立を許可する。
- 2002年6月12日　平壌で平壌科技大の着工式が開かれる。
- 2005年6月27日　韓国記者協会が創立後援金2500万ウォンを寄付。記者協会は2003年より後援金を集め、2003年には2000万ウォン、2004年1600万ウォンなど、今までに6100万ウォンを寄付。
- 2009年9月16日　平壌科学技術大学の第１段階建物の竣工式が開かれる。全克万教育次官、金鎮慶・設立総長らが出席した。
- 2010年6月下旬　非公式に講義を開始。4月に正式に開校する予定だったが天安沈没事件で南北情勢が緊迫したことなどから延期。8月現在、大学院だけ開校し、「情報通信」「ＭＢＡ」「農生命科学」の3コースに約60人の学生が在籍。
- 2010年10月25日、正式に開校。
- 2015年10月、新学期がスタート。新入生は150名、外国人教授は130名、現地で採用された職員は24名。[7]
- 2017年3月、米国籍のチョン・ユテク（Chon Yu-taik・전유택）が第2代総長に就任する。1941年11月生まれ。ソウル大卒。米・マサチューセッツ州立大で博士学位を取得し、NASA、ガルフ・オイル、BPなどでエンジニアとして勤務。2003年、志願して延辺科学技術大学で教鞭をとり、電気信号処理について教える。2010年、平壌科学技術大学の開学と同時に教授兼教務担当副総長として学校経営に携わる。[8]
- 2017年8月、米政府による北朝鮮渡航禁止措置の影響で、米国人教授陣の北朝鮮訪問が不透明なため、秋から始まる医学部の新学期授業を中断することに決定。渡航禁止措置により、外国籍教授の3分の2以上が北朝鮮を訪問できない状態。医学部以外の授業は欧州や中国から来た教授により数を減らして実施する。[9]
- 2017年11月　イタリア人Federico Tenga氏がビットコインとその根幹となっているブロックチェーンに関する特別講義を開催する[10]。
- 2018年3月28日、第4回卒業式が開かれる。米国籍のチョン・ユテク総長は出席できず。
- 2018年5月18日、李進軍駐北朝鮮大使が平壌科学技術大学を訪問し、朴上益校長と会談、第5回中国語スピーチ大会の開幕式に出席する。[11]
- 2018年10月10日、新学期がスタートするも、制裁などにより3年前よりも教授および学生数が大きく減少していると 「ラジオ自由アジア」（RFA）が報道。新入生は、女学生18名を含む114名だった。外国籍教授は、中国、シンガポール、ドイツ、スイス、オランダなど28名を数える[7]。
- 2018年10月29日、平壌科学技術大学の大学院生12名（うち5名は歯学専攻）が、モンゴル・ウランバートル大学で開かれる学術セミナーに参加すると 「ラジオ自由アジア」（RFA）が報道。期間は10月30日～12月8日で、参加費用は、外部からの支援金を充てる。平壌科学技術大学の歯学部は、上流階級の歯科治療を担う医療機関に変質しているとの指摘も出ている[12]。
- 2018年11月9日、韓国・ソウルの三育大学校と相互協力のための了解覚書（MOU）を締結。合同研究や合同学術会議の開催、教職員・学生交流、相互単位認定などを進める方針[13]。
- 2019年5月7日、北朝鮮では初めてとなる「中国語語学検定試験（漢語水平考試、HSK）センター」が設置され、除幕式に李進軍駐北朝鮮大使が出席する。同センターでは、HSKのほか、HSKK（漢語水平口語考試）、中小学生漢語考試（YCT）、BCT（商務漢語考試）の4種類の中国語試験を受けることができる。[14]
- 2019年10月2日、2010年ノーベル物理学賞を受賞したコンスタンチン・ノボセロフ教授を含む30名余の海外講演者が出席するなか、国際会議を開催する[15]。
- 2019年10月3日、平壌市楽浪区勝利洞の大学構内で、開校10周年記念式典を開催。式典では、北朝鮮側の大学合同総長と、外国側の運営副総長、北朝鮮当局関係者、海外関係者らが出席した[15]。
- 2024年9月、韓国と北朝鮮の対立深まる中、朝鮮教育省は、東北アジア教育文化協力財団にかわって、スイスのクレダ財団と合同運営契約を締結し、あらたな運営方式に移行する。大学関係者によると、「崔竜昊（최룡호）副総長は、南側団体や個人の募金は大学の利益にならず、どれほどお金をくれると言っても、現在もこれからも受け取らない」と話している。今後は、募金よりも、大学内の製薬工場や、中国企業との協力事業である縫製工場など、さまざまな事業を通じて運営資金を確保するものとみられる。[6]
- 2025年5月17日、王亜軍駐北朝鮮大使が平壌科学技術大学を訪問し、コロナ禍を経て、北朝鮮では5年ぶりとなる中国語の語学検定試験（漢語水平考試、HSK）の開始式に出席する。[16]